# Svinö, Houtskär
Svinö med Svälteskär är en ö i Finland. Den ligger i Skärgårdshavet och i kommunen Pargas i den ekonomiska regionen  Åboland i landskapet Egentliga Finland, i den sydvästra delen av landet. Ön ligger omkring 61 kilometer väster om Åbo och omkring 200 kilometer väster om Helsingfors.
Öns area är 1,28 kvadratkilometer och dess största längd är 2,2 kilometer i sydväst-nordöstlig riktning. Ön höjer sig omkring 30 meter över havsytan.

## Sammansmälta delöar
- Svinö 60°14′32″N 21°13′23″Ö / 60.2421°N 21.22311°Ö
- Svälteskär 60°14′47″N 21°12′50″Ö / 60.24625°N 21.21391°Ö

## Klimat
Inlandsklimat råder i trakten. Årsmedeltemperaturen i trakten är 5 °C. Den varmaste månaden är augusti, då medeltemperaturen är 16 °C, och den kallaste är januari, med −4 °C.